# Racomitrium seychellarum
Racomitrium seychellarum är en bladmossart som beskrevs av Bescherelle 1880. Racomitrium seychellarum ingår i släktet raggmossor, och familjen Grimmiaceae. Inga underarter finns listade i Catalogue of Life.